# Tetrahymena thermophila
Tetrahymena thermophila — вид инфузорий рода тетрахимен (лат. Tetrahymena).

## Пол
У этого вида есть 7 полов, каждый из которых, обозначаемых римскими цифрами от I до VII, определяется геном mat. Этот ген имеет 14 аллелей, которые делятся на две группы, A и B: в распоряжении аллелей группы A все варианты, кроме IV и VII, у группы B — все, кроме I. Каждый из полов может скрещиваться с любым другим, кроме своего собственного. Популяция, состоящая из множества полов, более устойчива к резким изменениям численности одного из полов.